# Gérard Massias
Pour les articles homonymes, voir Massias.
Gérard Massias est un altiste et compositeur français né dans le 12e arrondissement de Paris le 25 mai 1933 et mort dans le 11e arrondissement de Paris le 28 février 2012.

## Biographie
Gérard André Massias naît le 25 mai 1933 à Paris (12e arrondissement),.
Il reçoit une formation d'altiste, de pianiste et de compositeur et étudie au Conservatoire national de musique à Paris auprès de Léon Pascal, Pierre Pasquier, Georges Dandelot, André Jolivet et Daniel-Lesur. Au sein de l'établissement, il obtient notamment un premier prix d'alto en 1955.
Gérard Massias fait ensuite carrière comme musicien d'orchestre. Il devient alto solo de l'Orchestre du Mozarteum de Salzbourg en 1955 puis occupe le même poste à l'orchestre de chambre de l'ORTF entre 1956 et 1967, avant d'entrer comme second soliste à l'Orchestre de Paris à la fondation de la formation, en 1967. Il est également membre de La Grande Écurie et la Chambre du Roy de Jean-Claude Malgoire, de 1969 à 1975, ainsi que de l'ensemble 2e2m.
Comme pédagogue, il est professeur d'alto au Conservatoire de Champigny, où il dirige aussi l'atelier d'orchestre et enseigne la musique de chambre,.
Comme compositeur, « son langage [...] répudie tout système a priori et se crée par la nécessité de l'expression immédiate avec des incursions dans l'atonalité, la modalité, l'aléatoire contrôlé, avec utilisation de clusters ou de formes mobiles ».
Gérard André Massias meurt le 28 février 2012 à Paris (11e arrondissement).

## Œuvres
Ses œuvres principales consistent en :

### Musique scénique
- Tjurunga, action musicale (1967) ;
- Les Nouveaux Racontars d'Agassin et Virelette, action musicale (1971) ;
- Un concerto pour Anne Queur, opéra ;
- plusieurs musiques de film.

### Musique pour orchestre
- Concert bref pour piano, orchestre d'harmonie et percussion (1955) ;
- Faciès, suite pour orchestre de chambre (1958) ;
- Laude pour violoncelle (ou alto ou saxophone) et orchestre à cordes (1958).

### Musique vocale
- La Comédie de la soif pour baryton et 6 instruments, sur des vers d'Arthur Rimbaud (1952) ;
- Après moi le sommeil, cantate (1959) ;
- Les Aveux, pour chœur a cappella (1960).
- Aucassin et Nicolette, pour ensemble d'instruments anciens, voix et récitant, Éditions Jobert (CBS - S 61238)

### Musique de chambre et instrumentale
- Concert 52 pour flûte et piano (1952, également avec orchestre à cordes) ;
- Suite monodique no 1 pour ondes Martenot (1953) ;
- Suite monodique no 2 pour saxophone (1955) ;
- Exorcisme pour basson, piano et percussions ou ondes Martenot (1973).